# Medasina interruptaria
Medasina interruptaria är en fjärilsart som beskrevs av Moore 1867. Medasina interruptaria ingår i släktet Medasina och familjen mätare. Inga underarter finns listade i Catalogue of Life.